# پنگوئن‌های عجیب و غریب
پنگوئن‌های عجیب و غریب (به انگلیسی: Peculiar Penguins) یک فیلم کوتاه انیمیشن محصول دیزنی از مجموعه سمفونی احمقانه است و در سال ۱۹۳۴ منتشر شد.